# Giovanni Maria Visconti

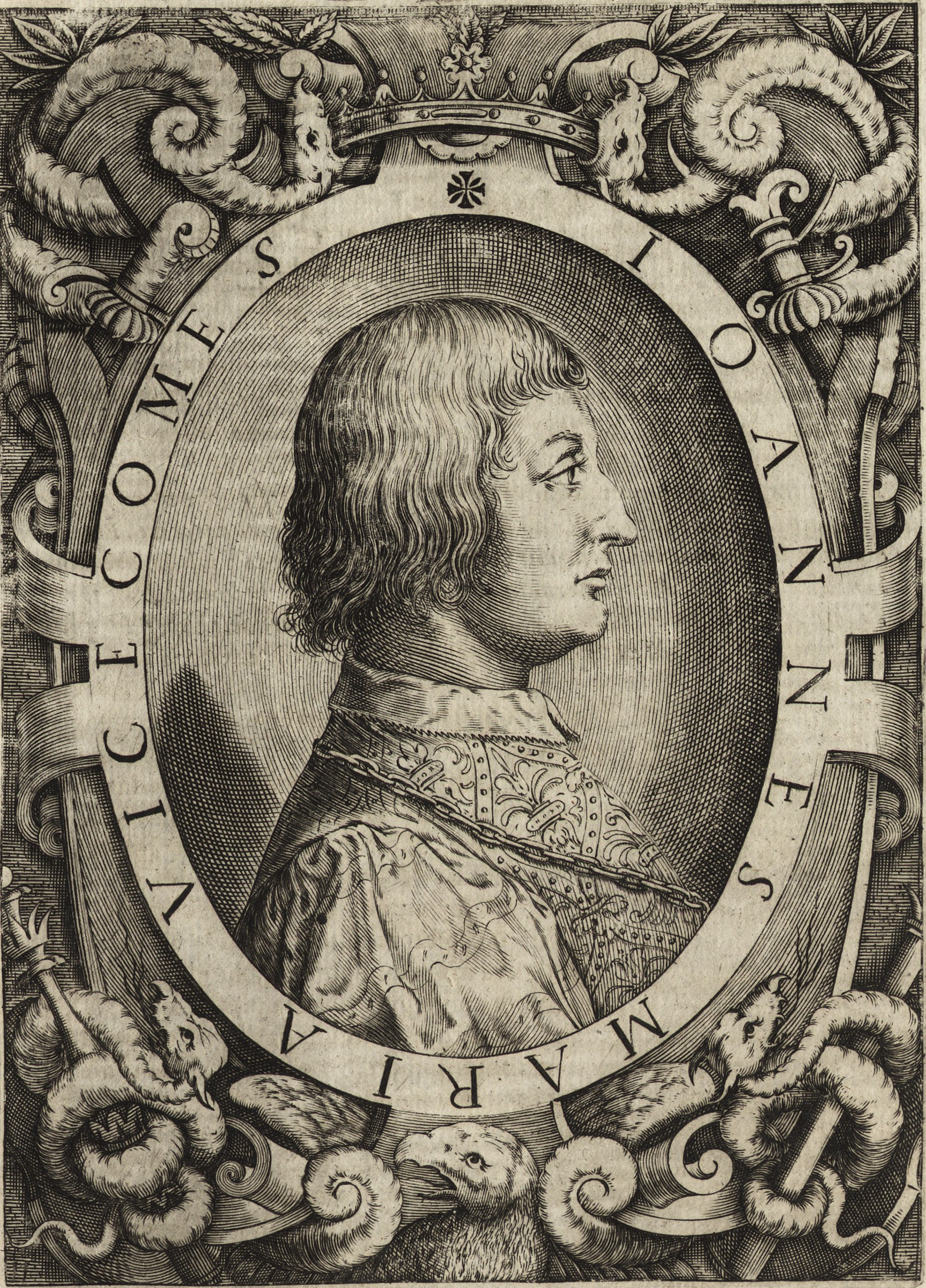
Giovanni Maria Visconti in einer historistischen Darstellung des 17. Jahrhunderts

Giovanni Maria Visconti (* 7. September 1388 in Abbiategrasso; † 16. Mai 1412 in Mailand) aus der Familie Visconti wurde 1402 zum Herzog von Mailand proklamiert, nachdem sein Vater Gian Galeazzo Visconti in Pavia und zur Zeit einer Belagerung von Florenz an der Pest verstorben war. Da er noch minderjährig war, wurde ihm der Condottiere Facino Cane de Casale als Regent beigegeben. Giovanni Maria heiratete im Jahr 1408 Antonia Malatesta, Tochter von Carlo Malatesta, Herr von Rimini. Die Ehe blieb kinderlos. Er zeigte als Erwachsener eine übermäßige Grausamkeit, z. B. hielt er Hunde, die zum Zerreißen von Menschen abgerichtet waren. Als im Mai 1409 während eines noch dauernden Krieges das verhungernde Volk ihm auf der Straße zurief: „Pace! Pace!“ (Frieden!), ließ er seine Söldner auf die Menschen einhauen und 200 von ihnen töten. Daraufhin verhängte er für das Aussprechen des Wortes „Pace“ die Todesstrafe am Galgen; selbst die Priester durften nicht mehr beten: „Dona nobis pacem“.
1412 wurde er bei der Kirche San Gottardo in Mailand von ghibellinischen Partisanen umgebracht.